# Leucauge ilatele
Leucauge ilatele este o specie de păianjeni din genul Leucauge, familia Tetragnathidae, descrisă de Marples, 1955.
Este endemică în Samoa. Conform Catalogue of Life specia Leucauge ilatele nu are subspecii cunoscute.